# Jaume Vila i Capdevila
Jaume Vila i Capdevila (Les Oluges, Segarra, 1860 - Barcelona, 21 de juliol de 1954) fou professor d'educació física, divulgador esportiu i dirigent, esdevenint un dels pioners de l'esport a Catalunya.
Fou professor i més tard director del Gimnàs Tolosa, on l'any 1899 fundà el Català Futbol Club, esdevenint-ne també president. Fou el primer professor de gimnàstica sueca de Catalunya. El 1898 organitzà la primera cursa en ruta de Catalunya, que anà de Barcelona a Sarrià.
El 1904 fundà el Gimnàs Vila, on continuà la seva tasca de gran divulgador i promotor de la gimnàstica, l'atletisme, la lluita grecoromana, l'esgrima o la boxa. L'any 1900 va rebre un diploma d'honor de la Federació Gimnàstica Espanyola. L'any 1947 rebé un homenatge en què se'l reconegué com a degà de la gimnàstica a Barcelona.